# Hollywood Hotel (hotel)
Het Hollywood Hotel was een Amerikaans hotel en monument aan de noordkant van de Hollywood Boulevard tussen de Highland en Orchid Avenues in Hollywood (Californië).

## Geschiedenis
Het hotel opende in 1902 en was opgetrokken in Mission Revival-stijl. Het was een project van de vastgoedontwikkelaar H.J. Whitley, de "vader van Hollywood". Hij breidde het hotel meermaals uit en voorzag onder andere een grote lobby, een kapel, een muziekkamer en een balzaal. Door zijn toedoen werd het Hollywood Hotel tevens omringd door verzorgde gazons en tuinen. Na enige tijd werd de excentrieke miljonair Almira Hershey, die er aanvankelijk als gast verbleef, de exclusieve eigenaar van het resorthotel.
Zoals zoveel hotels in Hollywood, werd het Hollywood Hotel in de eerste plaats beroemd vanwege de vele filmpersoonlijkheden die er verbleven of afspraken, zoals Jesse Lasky, Carl Laemmle, Louis B. Mayer, Harry Warner en Irving Thalberg. Het Hollywood Hotel was de "place to be" voor opkomende filmsterren. Enkele sterren die er verbleven, waren Rudolph Valentino (die er zijn vrouw Jean Acker leerde kennen), Norma Shearer en Alla Nazimova.
De eigenares Mira Hershey stierf in 1930. In de vroege jaren 40 verwierf Charles E. Toberman alle aandelen van de Good Hope Company, dat het historische hotel bezat. Toberman wou het hotel slopen en er een nieuw bouwproject beginnen, maar door de tussenkomst van de Tweede Wereldoorlog werden die plannen uitgesteld. Pas in 1956, toen het Hollywood Hotel erg afgeleefd was, is men ertoe gekomen het hotel te slopen.
Sinds 2001 bevindt het enorme shopping- en entertainmentcentrum Dolby Theatre zich op de locatie van het voormalige Hollywood Hotel. Het is het theater waar elk jaar de Oscars worden uitgereikt.